# 藍棠博步
藍棠博步，是上海市的老字號皮鞋企業。藍棠博步是由女鞋的「藍棠」和男鞋的「博步」兩家企業合併誕生。藍棠由張履安、孫長松、汪裕祥、沈中銘四人創業，因他們最初在勒唐納洋行起家，因此以其諧音“藍棠”為店名。博步的創業家是黃啟麟，創業於1945年，最初名為「第五街」。